# Махидевран-султан
Гюльбаха́р Махидевра́н-султа́н (осман. گلبهار ماه‌دوران سلطان‎; ок. 1500 — 3 февраля 1580 / 1581, Бурса, Османская империя) — главная наложница османского султана Сулеймана I, мать шехзаде Мустафы.

## Титулование
Часть историков склоняется к тому, что Махидевран носила титул «султан», другая часть к тому, что она носила неофициальный титул «кадын». Согласно Лесли Пирс, Махидевран носила титул «хатун», поскольку до заключения брака между Сулейманом I и Хюррем и создания впоследствии титула «хасеки-султан» все наложницы султанов носили титул «хатун».

## Происхождение
По одной из версий Махидевран была черкесского происхождения; по некоторым данным она принадлежала к знатному княжескому бесленеевскому роду Кануковых и была сестрой старшего князя Маашука Канукова. Также существуют версии об албанском, черногорском и абхазском происхождении Махидевран. В различных гаремных документах её отцом значатся Абдуррахман и Абдюлменнан; в документах, касающихся тюрбе шехзаде Мустафы в Бурсе, отцом Махидевран записан некий Абдулла.

## Наложница Сулеймана I
Махидевран входила в число семнадцати наложниц Сулеймана во время пребывания его на посту санджак-бея Манисы. В то время она не принадлежала к числу главных наложниц шехзаде и, как и две других фаворитки Сулеймана, получала жалование только 4 акче в день (три главных наложницы получали на один акче больше). В 1515 году она родила первого сына — Мустафу.
В 1520 году умер султан Селим I. Сулейман стал султаном и вместе с семьёй перебрался в Стамбул. Через год от оспы скончались двое сыновей Сулеймана — девятилетний Махмуд и двухлетний Мурад; смерть сыновей султана сделала Махидевран матерью единственного наследника престола и, согласно традиции, принесла ей титул главной жены (баш-кадын), которая была второй женщиной в гареме после валиде-султан
В гареме у Махидевран была влиятельная соперница Хюррем Султан, которая была фавориткой султана. В 1521 году Хюррем родила первого сына, шехзаде Мехмеда, в 1522 году на свет появился шехзаде Абдулла, матерью которого историки считают как Махидевран, так и Хюррем. В 1524 году Хюррем родила ещё одного сына, шехзаде Селима, а через год умер Абдулла. Махидевран лишилась положения матери единственного наследника престола. Сулейман с равным уважением относился к обеим наложницам, однако к 1526 году он полностью переключил своё внимание на Хюррем. В конечном итоге, как сообщал посол Пьетро Брагадин, единственной радостью Махидевран стал её сын Мустафа.
Чем больше сыновей рожала Хюррем, тем больше влияния она оказывала на султана. Мать Сулеймана Хафса-султан пыталась подавить соперничество между двумя наложницами сына, однако успеха не добилась. Согласно донесениям венецианского посла Бернардо Наваджеро за 1533 год, борьба между женщинами вылилась в драку, в которой Хюррем оказалась пострадавшей стороной. Результатом драки стало отдаление Махидевран от султана. В 1533 году Махидевран вместе с сыном уехала в Манису и вскоре после этого Хюррем стала законной женой Сулеймана, а сама Махидевран потеряла статус главной жены.

## Во время правления Мустафы в Манисе и Амасье
Согласно османской традиции, все шехзаде должны были проходить обучение управлению страной, занимая пост губернатора (санджак-бея) в одной из провинций. Старший сын и наследник престола чаще всего становился губернатором Манисы. В обязанности матери наследника входило сопровождение сына в провинцию и управление его гаремом. Мустафа отбыл в Манису вместе с матерью в 1533 году после торжественной церемонии. Один из венецианских дипломатов в 1540 году так описывал двор шехзаде и роль при дворе его матери: «Этот изумительный и блестящий двор был не меньше, чем двор его отца» и «Мать его, которая была с ним, наставляла как добиться любви народа». В 1541 году из-за переговоров шехзаде Мустафы с австрийским послом Сулейман окончательно отдалил от себя сына и перевёл его на пост губернатора Амасьи, посадив в Манисе старшего сына Хюррем, шехзаде Мехмеда.Амасья находилась дальше от столицы, что снижало шансы сына Махидевран на занятие трона в случае смерти султана. Шехзаде Мехмед умер в ноябре 1543 года, и Махидевран рассчитывала, что Мустафа вернётся в Манису, однако султан отправил туда другого сына Хюррем — шехзаде Селима. Ещё один сын Хюррем, шехзаде Баязид, был отправлен сначала в Конью, а затем и в Кютахью, которые также были ближе к Стамбулу, чем Амасья. В ситуации, когда из трёх претендентов на престол двое были сыновьями Хюррем Султан, жизни Мустафы угрожала опасность. В 1553 году Наваджеро писал, что «Мать Мустафы прикладывает много усилий, чтобы избежать отравления её сына, и он имеет безграничное уважение и благоговение перед ней».
Мустафа был весьма популярен в народе. Когда ему было девять лет, венецианский посол писал: «У него есть исключительный талант, он будет воином, что так любят янычары, и совершит великие подвиги». В 1553 году, когда Мустафе было 38 лет, Наваджеро писал, что «Невозможно описать насколько он любим и также желанен как наследник престола». Слухи и спекуляции того времени гласили, что к концу правления Сулеймана I борьба за трон между его сыновьями стала очевидной. Кроме того, Хюррем и её зять, великий визирь Рустем-паша, настраивали султана против Мустафы, обвиняя его в заговоре против султана и организации беспорядков с целью свержения Сулеймана I. В 1553 году в ходе войны против персов Мустафа был казнён по обвинению в заговоре. Несколько дней спустя по приказу Сулеймана І был также казнён семилетний сын Мустафы, шехзаде Мехмед. Неизвестно, действительно ли Мустафа собирался свергнуть султана или же его оговорили.
До самого конца жизни сына Махидевран старалась оградить его от политических врагов и скорее всего организовала и поддерживала обширную сеть информаторов для этой цели. Посол Тревизано в 1554 году писал, что в день казни сына Махидевран послала Мустафе записку с предупреждением, что отец хочет его убить, но Мустафа проигнорировал предостережение матери и друзей.

## Казнь Мустафы, вдовство
Несколько лет после казни сына и внука жизнь Махидевран была весьма трудной. Вместе с вдовой сына Махидевран была выслана в Бурсу, где был похоронен Мустафа. Будучи матерью опального шехзаде, Махидевран была лишена всех выплат и вынуждена была продать всё, что имело какую-либо материальную ценность, чтобы обеспечить себя и невестку жильём. Ситуация изменилась только после смерти Сулеймана, когда на троне оказался его единственный к тому моменту сын Селим II. Селим выплатил все долги Махидевран, приобрёл для неё в Бурсе дом и назначил вдовью пенсию. Имея стабильный и достаточный доход, Махидевран смогла организовать фонд для поддержания мавзолея сына.
Махидевран Султан скончалась 3 февраля 1580/1581 года, пережив Сулеймана, Хюррем и всех их детей (даже султан Селим ІІ и дочь Хюррем, Михримах Султан, умерли раньше неё в 1574 и 1578 годах соответственно). Похоронена в мечети Мурадие в Бурсе в мавзолее шехзаде Мустафы.

## Дети
Махидевран была матерью нескольких шехзаде, включая Мустафу (1515—1553), Абдуллу (умер в младенчестве, его матерью также считается Хюррем-султан) и, вероятно, Ахмеда. Также предположительно дочерью Махидевран была Разие-султан.

## В культуре
Махидевран является одним из персонажей романа Павла Загребельного «Роксолана», а также нескольких телесериалов:
- «Роксолана» (Украина, 1996—2003); роль исполнила Наталья Гончарова.
- «Хюррем Султан» (Турция, 2003); роль исполнила Хатидже Аслан[30].
- «Великолепный век» (Турция, 2011—2014); роль исполняла Нур Феттахоглу (в зрелом возрасте)[31].